# Ilja Borisow
Ilja Borisow (ros. Илья Борисов; ur. 16 marca 1995) – rosyjski zapaśnik walczący w stylu klasycznym. Brązowy medalista uniwersyteckich mistrzostw świata z 2016 roku.